# لوس ایریگاره
لوس ایریگاره (متولد ۱۹۳۲ در بلژیک) فمینیست، فیلسوف، زبان‌شناس، روانکاو، جامعه‌شناس و نظریه‌پرداز فرهنگی اهل بلژیک است. او همچنین مدیریت پژوهش فلسفی در مرکز ملی پژوهش‌های علمی فرانسه را بر عهده دارد. او بیشتر به دلیل دو کتابش تحت عنوان «سپکولوم زنی دیگر» (۱۹۷۴) و «این جنس که جنس نیست» (۱۹۷۷) به عنوان اندیشمندی برجسته مطرح است.